# Río Nuevo (Argentina)
Río Nuevo es un curso fluvial de la Provincia de San Luis, Argentina, que se formó en 1985 de forma repentina a raíz de los efectos de la desforestación, el cambio climático y el uso de agroquímicos en los campos.

## Formación

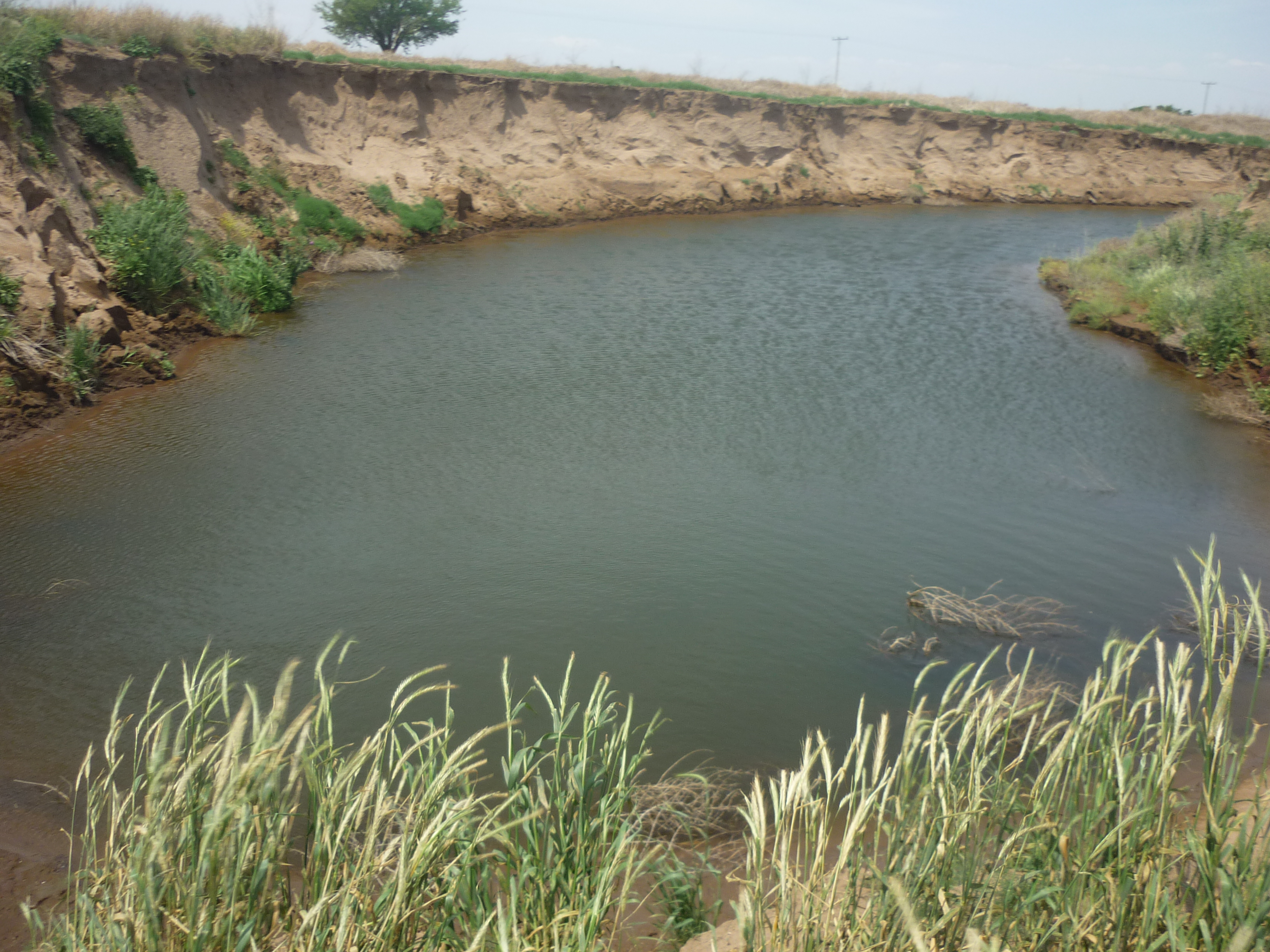
En la imagen se muestra una de las vertientes del Río, la vertiente "Don Julio" donde el agua del río emerge de las napas subterráneas, aunque no es apta para consumo humano.

La formación fue repentina, de la noche al día, sin que lloviera y en una zona donde no había existido ríos desde hacía más de 20.000 años hasta que en la década de 1980, entre las provincias argentinas de San Luis y Córdoba, se formaron hasta seis cauces nuevos, destacando por su gran tamaño el que fue bautizado como Río Nuevo, en el centro de San Luis, desconcertando a científicos y preocupando a ecologistas y agricultores desde entonces. Según testimonios directos del momento del suceso, relataron que “La tierra se abrió como si fuera un cañón. El agua se llevaba todo lo que tenía por delante. Cantidades enormes de tierra, árboles y césped eran arrastrados por el agua”.
Al tratarse de un cauce muy dinámico, el proceso de formación sigue vivo, modificando su trayectoria. A fecha de 2017, alcanza los 20 kilómetros de longitud, 60 metros de ancho y zanjones de hasta 25 metros de profundidad. Posee una base entre 15 y 40 metros de arena.

## Problemática
Desde principios del 2000, el fenómeno avanzó a una velocidad inusitada, abriéndose paso y dejando campos partidos, cortando rutas, colapsando terrenos y destrozando los cimientos de casas vecinas. Los campos pueden llegar a desaparecer de un día para otro cuando el río moja las capas de sedimentos de hasta un metro de espesor. Además, por el tipo de sedimentos que van emergiendo, en gran parte son sales que se han acumulado durante miles de años en las capas subterráneas, dejan el suelo inutilizable para cosechar.
Durante episodios de intensas lluvias, Río Nuevo tiene un potencial destructivo elevado debido a la capacidad de movilización de grandes cantidades de barro, amenazando ciudades cercanas como Villa Mercedes. En 2005, causó cuantiosos destrozos entre los cuales se encontraban casas, animales muertos e inundaciones en más de 200.000 hectáreas, echando a perder cuantiosas cosechas, además de cortar vías importantes como la Ruta Nacional 7 y la Ruta Nacional 8. El hecho urgió a las autoridades a buscar planes de contingencia.

## Investigación
A finales del siglo XX, la zona de la actual Cuenca del Morro, estaba formada por una mezcla de bosques y pastizales que absorbían de forma natural el agua, un ciclo natural que se vio interrumpido por la expansión de cultivos de maíz y, principalmente, soja. A raíz de la problemática causada por el nacimiento de Río Nuevo y sus afluentes, un grupo de científicos del Consejo Nacional de Investigaciones Científicas y Técnicas (CONICET) se dedicó a estudiar el fenómeno durante más de 10 años para comprender y así, poder minimizar los daños que causa al medio ambiente y a la población. Los resultados hallados fueron que se trata de un proceso de erosión subterránea en que el agua cava al revés de lo normal, de bajo hacia arriba, hecho que conlleva un peligro adicional, ya que en ese proceso, las sales que se acumularon durante miles de años en el subsuelo y al eliminar la vegetación nativa de la superficie, terminan subiendo con el agua para acabar fluyendo por el cauce del río provocando la degeneración de los campos de manera irreversible. Por eso, tanto la deforestación y/o reemplazo por cultivos agrícolas han jugado un papel clave en generar la situación, así como el uso intensivo de agroquímicos en los campos. La deforestación que sufrió la zona se enmarca dentro de un contexto global de Argentina tal y como denunció la organización Greenpeace detallando como en los últimos 10 años se han perdido 2,4 millones de hectáreas forestales incluyendo bosques protegidos.

### Emergencia ambiental
En 2016, con el fin de minimizar los daños que se vienen produciendo en la denominada como Cuenca del Morro, fue decretada la emergencia ambiental y se diseñó un plan que incluía la reforestación de la zona y la obligatoriedad a los productores agropecuarios de que el reserven el 5% de sus terrenos para bosques o pastos y a plantar cultivos de invierno que consumen agua cuando sus tierras no están siendo utilizadas para los cultivos de verano, además de una estricta aplicación de la ley de conservación de suelos que incluye el control de uso de glifosatos, ya que mata las plantas que compiten con los cultivos de soja y que sus residuos terminan por eliminar las capas de vegetación cercana que de forma natural evitarían la erosión. El entonces ministro de Medio Ambiente, Cristian Moleker, pretendía plantar 3 millones de árboles de crecimiento rápido como álamos, acacias, sauces y cortaderas.